# Academia Transliteraria
La Academia Transliteraria es un colectivo de artistas y escritores transgénero, con sede en la ciudad brasileña de Belo Horizonte.
Surgió con el objetivo de reunir obras artísticas, literarias y otras obras culturales de la población transexual, travesti y transgénero.

## Historia
La Academia Mineira Transliterária fue creada con la premisa de incluir las diversas representaciones de género en el habla, la escritura y en todas las formas de expresión y con el objetivo de que las personas transgénero sean protagonistas de sus historias, de su cultura y también de sus expresiones artísticas.
La iniciativa se lanzó en septiembre de 2016, en un evento en el viaducto de Santa Tereza, en la región central de Belo Horizonte, con varias atracciones musicales y teatrales, además de un bazar y exposición de artistas trans, como Babi Macedo. La idea, según uno de los creadores del proyecto, el chef João Kaisen, de 25 años, es que la academia también funcione como una «caza de talentos» y que, poco a poco, varios escritores se sumen a la iniciativa.
La academia está ubicada en el Edificio Maletta. Con encuentros mensuales para discutir literatura e intercambiar textos en encuentros abiertos a todos.
Jota Mombaça realizó una lectura performática de uno de sus textos junto a la Academia TransLiterária: O mundo é meu trauma (en español: El mundo es mi trauma).

## Integrantes
- Juan María Kaisen de Almeida[5]
- Babi Macedo
- Marta Neves
- Nickary Aycker
- Michelly Colt
- Tiffany de Castro
- Pitty Negreiros Picardi
- Idylla Silmarovi
- Jo Arllen
- Alkimin Breeze
- Rodrigo Carizu
- Fernando Ball